# 樹人
樹人（Ents）是托爾金（J. R. R. Tolkien）奇幻小說裡中土大陸的一個虛構種族，他們守護著森林，常被誤認為樹木。在魔戒聖戰（War of the Ring）時期，樹人似乎只剩下男性。
《魔戒》裡的樹人與世界各地許多民間傳說裡會說話的樹十分類似。但與古英語（Anglo-Saxon）裡的Ent有著很大的差別，前者是指有人特點的樹。
在現代，一提起樹人就幾乎都聯繫上托爾金。

## 詞源
Ent這個字是來自古英語，這是指「巨大」的意思（托爾金引用自古英語詩詞）。在民間傳說和幻想題材，樹人是非常普遍的生物，或許僅次於龍。回顧過去，Ent這詞可指任何巨大和有人特點的生物，包括巨人、食人妖、半獸人，甚至是長詩貝奧武甫（Beowulf）裡的格倫德爾（Grendel）。
樹人是傳說及奇幻題材的主要成分，可與巫師、武士、公主及龍相提並論。
與雙頭巨人Ettin及古北歐傳說的巨人佐敦（Jotun）同樣，樹人也是來自原始日耳曼語的etunaz。

## 生態

### 特徵

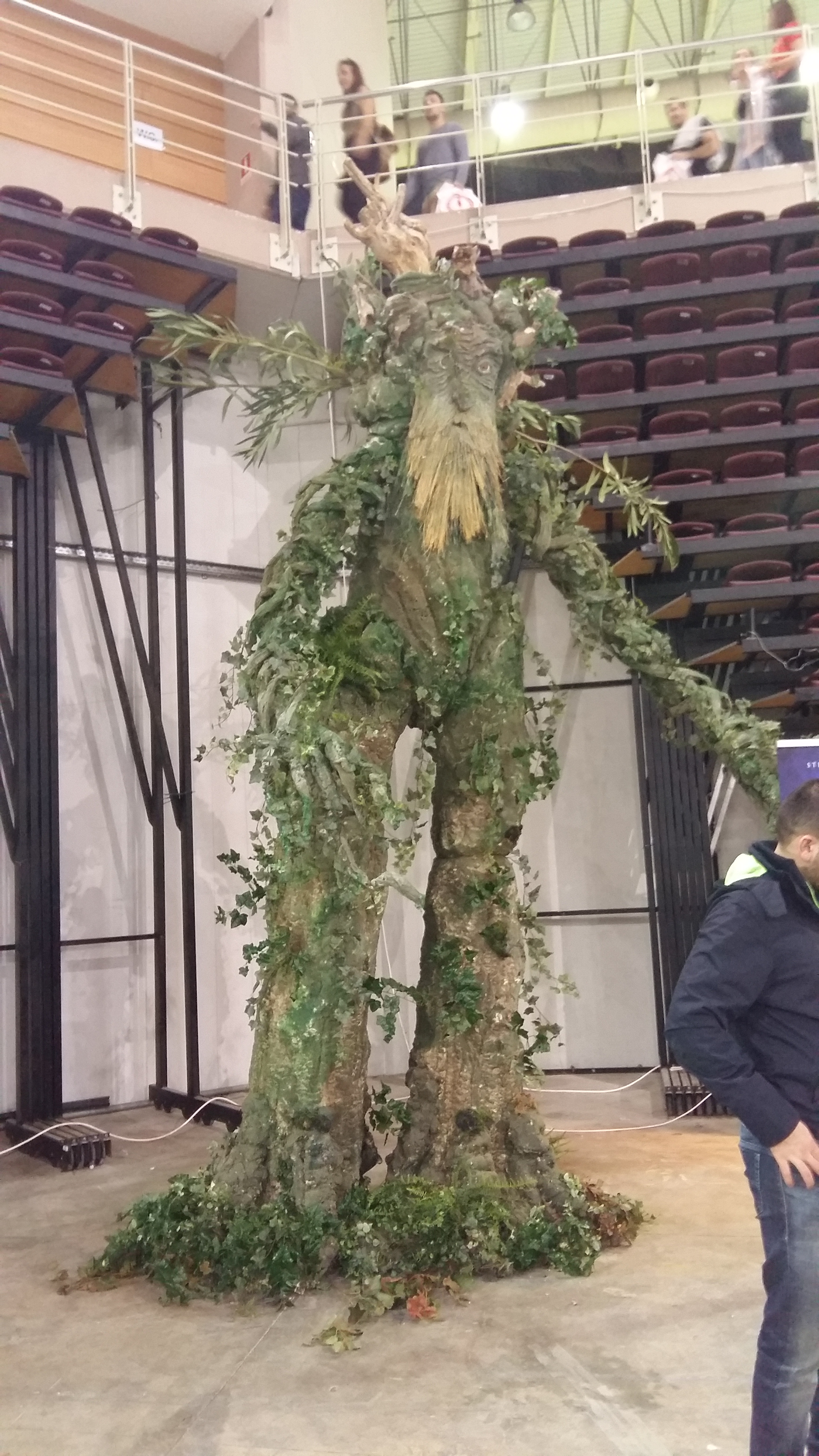

存活最悠久的樹人樹鬍（Treebeard），其外觀被形容為：
「那張臉孔屬於一個類似人類，幾乎有著食人妖輪廓的高大身形。他至少有十四尺高，看起來非常强韌，頭長得很高，好像沒有脖子，兩人很難推斷他到底是穿著綠灰色的樹皮，還是這就是他的皮膚。不過，他們至少可以確定的是，距離軀幹有一段距離的雙手沒有任何縐折，是褐色的光滑肌膚。他的每只大腳有七根指頭，那張長臉的尾端則是被掩蓋在茂密的苔蘚下，迎風飄揚的灰色苔蘚，看起來有點像老人的灰色鬍鬚一般豐美。不過，此時此刻，哈比人們唯一注意到的就是那雙眼睛；那雙深邃的眼睛正緩慢、嚴肅地打量著他們。」（雙塔奇兵，「樹鬍」）
在中土大陸，樹人是一個非常古老的種族，當精靈存在時，樹人也已存在。雅凡娜（Yavanna）擔心奧力（Aulë）所創造的矮人砍伐樹木，因此懇求伊露維塔（Eru Ilúvatar），伊露維塔答應讓她創造樹人保護樹木。因此，樹人又被稱為牧樹人，保護森林免受半獸人、矮人等威脅。在樹人甦醒後，他們是有感覺的生物，但要由精靈教導才懂得使用語言。樹鬍曾說「精靈教導他們使用樹木的語言」，這份恩情是他們永遠不會忘記的。
樹人是一種像樹木般的生物，他們越來越像樹木。樹人的特性開始慢慢消失，包括高度、大小、顏色等。他們也有一些致命的弱點，火及一些能擊倒樹人的巨大物體。一名樹人通常守護著特徵物種相似的樹木。例如快枝（Quickbeam）看護山梨樹，他本身也很像山梨樹（高、苗條）。到第三紀元時期，只有法貢森林（forest of Fangorn）仍是樹人的棲息地，而野樹人（Huorns）則依然廣泛分佈在各地，如老林（Old Forest）。野樹人是並非完全有感知的生物，他們比樹人更具有樹木的特性，樹人也許會逐漸退化成野樹人。
樹鬍向梅里（Merry）及皮聘（Pippin）誇譽樹人的力量，他說樹人的力量遠勝魔苟斯（Morgoth）仿樹人創造的食人妖，這等於仿精靈所創造的半獸人和精靈之間的差別。樹人高大強壯，有能力粉碎石頭。托爾金形容樹人拆毀艾辛格的城牆如撕開麵包皮。
與矮人不同，樹人不會費心去發展他們的語言，即是那冗長晦澀的樹人語，沒有其他種族能精通樹人語。
在精靈語裡，稱樹人為歐諾金（Onodrim）。

## 歷史

### 第一紀元
有關樹人的早期歷史幾乎完全無可稽考，他們居住在中土大陸的大森林裡，在第一紀元末才稍為露面，攻擊兵敗多瑞亞斯的矮人殘軍。樹人通常被稱為牧樹人，樹鬍說在那時候，森林覆蓋著整個多瑞亞斯（Eriador）。這個巨大的森林在第二紀元被努曼諾爾人及精靈與索倫之戰爭破壞。這與愛隆（Elrond）在愛隆會議上所說的話脗合：「有段時間，從夏爾到艾辛格西方的登蘭德之間長滿了參天的古木」。進一步證明多瑞亞斯曾經是一個巨大的原始森林，如樹鬍所說，法貢森林只是「它的東端」而已。

### 樹妻
女性樹人稱為樹妻，但她們遠離了樹人，因為她們喜歡種植及控制植物，所以她們來到了後來被稱為褐地（Brown Lands）的地區。男性樹人也經常探訪樹妻。樹妻教導人類務農，這地區後來被索倫（Sauron）破壞（精靈與索倫之戰爭期間），樹妻失蹤。樹人一直在尋找她們，但都沒有結果。在小說《魔戒首部曲：魔戒現身》，山姆·詹吉（Samwise Gamgee）曾說他的表親哈爾（Hal）曾看見有一個像樹木的巨人出沒在夏爾（Shire）北部。這可能只是用來形容那生物的大小形狀。在那時，托爾金還未構思有關樹人的概念，故對此沒有再多的說明。
梅里及皮聘向樹鬍提及夏爾的情況，樹鬍說樹妻可能會喜歡夏爾，再加上哈爾曾見過的那生物，可推論出樹妻可能居住在接近夏爾的地區，然而，托爾金在第144號信件提到「我認為樹妻確實是失蹤了，與他們的花園一起被最後聯盟戰役摧毀」。
男性樹人及樹妻有顯著的差別，樹人的外表像他們所看護的原始的樹木（橡樹、山梨等），但樹妻則看護農作物，樹妻的外表可能和農作物相似（樹鬍曾說樹妻的頭髮是谷麥般的顏色）。
亞拉岡加冕為王後，他向樹鬍表示樹人一定可以繁盛下去，魔多的威脅消去，樹人可以重新搜索樹妻的下落。樹鬍卻悲哀地說森林也許可以繁盛，但樹人不會。他預計剩餘的樹人會留在法貢森林，並逐漸消失或變成樹木。樹人在第三紀元的逐漸沒落，正切合了當初一如Eru為雅凡娜Yavanna創造樹人時所說的話，"他們（指樹人）存在的年日是：當首生兒女（指精靈）的力量仍然強盛，而次生的兒女（指人類）還很年輕時"。

### 樹人最後的進軍
在《魔戒》的第二部《雙城奇謀》，和善謹慎的樹人被白袍巫師薩魯曼（Saruman）激怒了，因為薩魯曼的軍隊砍伐了法貢森林的大量樹木，樹人決定召開樹人會議商討。
經過三天冗長的討論後（對樹人來說，這是非常快速的行動），樹人決定向薩魯曼的要塞艾辛格（Isengard）進軍，這是樹人最後的進軍。樹鬍帶領樹人及梅里和皮聘。參與進軍的樹人約50人，再加上野樹人，他們強攻艾辛格，樹人所造成的破壞被形容為「暴風的破壞」，使薩魯曼困在歐散克塔裡。
魔戒聖戰時期樹人還消滅了一夥試圖攻入洛汗的半獸人。戰爭結束後，人皇亞拉岡將艾辛格交給樹人管理。

## 樹人列表
《魔戒》小說中，共有六個被命名的樹人角色，如下：
- 法貢（Fangorn），即樹鬍：梅里和皮聘遇見的老樹人，參見樹鬍。
- 芬格拉斯（Finglas），即葉叢：古老的樹人之一，但在魔戒聖戰時期已變得昏昏欲睡，站了足足一整個夏天。
- 佛拉瑞夫（Fladrif），即樹皮：古老的樹人之一，本居住在艾辛格附近的山坡上，被半獸人弄傷，便躲著不出來。
- 布里加拉德（Bregalad），即快枝：相對年輕的樹人[3]，在樹人會議上他最早作出攻打艾辛格的決定，並於會議期間陪伴梅里和皮聘。在攻打艾辛格的行動中，快枝只差一點就抓住了薩魯曼。後來快枝負責掌管歐散克的鑰匙。
- 柏骨（Beechbone）：一名高大的樹人，被薩魯曼操控的火焰給焚燒，這激發了其餘樹人的怒氣。
- 芬柏希爾（Fimbrethil）：樹鬍久違的樹妻[3]。

## 靈感
牛津大學植物園內一棵托爾金生前最喜愛的黑松樹「拉奧孔」被認為是樹人的靈感來源之一。除此之外，學者科林·杜瑞茲認為，C·S·路易斯的一些觀念影響了托爾金對樹人的看法:180。

## 影響
托爾金之甥提姆·托爾金計劃在他位於伯明翰（Birmingham）莫斯利的老家附近設立樹鬍的雕像。
在托爾金之後，許多文學與電玩遊戲作品中的角色或情節皆受到樹人的影響，其中還包括了C·S·路易斯《納尼亞傳奇》系列中的樹木。
角色扮演遊戲《龍與地下城》（Dungeons & Dragons）的1974年最初版本中也有形似樹木、能控制植物的生物「Ent」。1975年，托爾金產業的遊戲版權持有者提出要求停止使用包含「Ent」在內的專有名詞，《龍與地下城》的樹人便改名為「Treant」（其他例子有將「哈比人Hobbit」改為「半身人Halfling」）。
線上遊戲《魔獸世界》的樹人亦使用「Treant」之名。

## 其他相關
- 2016年於保加利亞的巴爾幹山脈，有人發現一棵與《魔戒》電影中樹人神似的大樹[8][9][10]。

## 另見
- 樹人語（英语：Entish）
- 胡恩 (中土大陸)
- 老柳頭
- 中土大陸植物列表（英语：Middle-earth plants）
- 托爾金樹
- 人面樹
- 女人树
- 椰蛋樹
- 樹妖
- 在《星際異攻隊》中，格魯特的身份就是外星樹人。